# Сен Мало (залив)
Сен Мало (на френски: Golfe du Saint Malo) е залив на Атлантическия океан, в южната част на протока Ла Манш, край северозападните брегове на Франция. На изток мие западния бряг на полуостров Котантен, а на юг – северния бряг на полеостров Бретан. Вдава се в сушата на 110 km, ширина на входа (между нос Аг на североизток и остров Бреа на югозапад) около 125 km, дълбочина до 51 m. Бреговете му са предимно ниски, като на югоизток е по-малкия залив Мон Сен Мишел, а на югозапад залива Сев Брийо. В южната му част, дълбоко в сушата се вдава дългият и тесен естуар на река Ранс. В северната чест е разположен британския остров Джърси, в средата островите Мение, а на югоизток – островите Шозе. Заливът Сен Мало е известен със своите високи приливи – до 15 m. В него се вливат реките Се, Селюн, Куенон, Ранс и др. Най-големите пристанища са Сен Мало, Сен Брийо и Гранвил. През 1967 г. в устието на река Ранс е изградена първата в света приливна електростанция с мощност 240 Мвт.